# Pleurosignum magnum
Pleurosignum magnum is een pissebed uit de familie Paramunnidae. De wetenschappelijke naam van de soort is voor het eerst geldig gepubliceerd in 1914 door Ernst Vanhöffen.
Vanhöffen verzamelde deze soort nabij Antarctica tijdens de expeditie van het Duitse onderzoeksschip Gauss naar het Zuidpoolgebied, onder de leiding van Erich von Drygalski in 1901-1903.
Vanhöffen plaatste deze soort samen met een tweede, Pleurosignum elongatum in een nieuw geslacht, Pleurosignum, dat zich situeert tussen Pleurogonium en Austrosignum. Met het eerstgenoemde geslacht heeft het de lichaamsvorm en de lange zijstekels aan de rompsegmenten gemeen, met het laatstgenoemde de oogjes op steeltjes.